# 李玹珠
李玹珠（1998年2月5日—），韓國女歌手、演員。曾為韓國女子組合APRIL成員。2017年參加KBS2選秀節目《The Unit》，在最終集的總決賽以第五名入選限定團體UNI.T，並以成員身分活動至2018年10月12日。現作爲演員活躍中。

## 演藝經歷

### 2015年 - 2016年：APRIL活動
2015年8月24日，以女團APRIL出道。
2016年10月29日，因健康問題並慎重考慮后決定轉型為演員，退出APRIL。在2021年被弟弟爆出是因團內成員排擠而考慮退團。疑似因霸凌問題一度嘗試輕生（在Instagram上也有自己澄清過霸凌一事屬實）。

### 2016年至2017年：演員活動
2016年11月1日，參演OCN新劇《莫敏的房間》，作爲演員正式出道。並獲得不少認可。
2017年1月，加盟日本話劇《伊賀的新娘》，與AKB48出身的片山陽加、大国男儿InJun、Tritops日君、Apeace斗焕等同台演出。
2月7日，首爾公演藝術高中畢業。

### 2017年至2018年：UNI.T活動
2017年10月，以前APRIL成員的名義參加KBS2選秀節目《The Unit》，以6 Boots的成績成功進入。
2018年2月11日，在選秀節目《The Unit》的最後一集中，以第5名的成績，成功入選限定團體。
2018年5月18日，以限定團體UNI.T成員出道活動。
2018年10月12日，UNI.T官方活動全部結束。

### 2018年至今：演員活動
現時，作為演員活動，接演戲劇作品。

## 戲劇作品

### 話劇
- 2017年1月13日 - 1月22日：《伊賀的新娘》

### 電視劇/網路劇
| 日期                        | 頻道                                 | 劇名                       | 角色   | 性質     | 備註   |
| --------------------------- | ------------------------------------ | -------------------------- | ------ | -------- | ------ |
| 2016年11月1日-11月22日      | OCN                                  | 《莫敏的房間》             | 李莫多 | 配角     | 共7集  |
| 2018年1月27日-2月24日       | KBSW                                 | 《당찬 우리동네》          |        |          |        |
| 2019年2月15日-3月29日       | YouTube                              | 《Love Distance 2》        | 夏英   | 女主角   | 共7集  |
| 2019年9月10日-10月17日      | YouTube、V LIVE (BAMBOO NETWORK)     | 《歡迎光臨 魔女商店》      | 柳英智 | 女主角   | 共12集 |
| 2019年9月12日-10月10日      | YouTube、V LIVE (썰랜디 SSULRANDI)   | 《戀愛，今天可以配送嗎？》 | 尹慧珠 | 女主角   | 共5集  |
| 2020年7月30日-2020年8月20日 | YouTube (바닐라씨 vanillasee)        | 《終於染上》               | 俞拉   | 女主角   | 共4集  |
| 2020年8月27日-              | YouTube (STUDIO DIA 스튜디오 다이아) | 《書面上的爸爸》           | 金雅英 | 女主角   |        |
| 2020年8月20日               | Netflix                              | 《韩国都市怪谈》           | 池世熙 | 單元配角 | 共8集  |
| 2023年5月8日—2023年6月26日  | 韓國KBS Joy                          | 《開始是初吻》             | 白日樂 | 女主角   | 共8集  |

## 綜藝作品

### 固定出演
- 2017年10月28日 - 2018年2月11日：KBS2《The Unit》
- 2019年10月13日 - 2019年11月18日：YouTube《青春真人秀:創意校園》

## 外部連接
- 官方网站
- YouTube上的玹珠頻道
- 李玹珠的Instagram帳戶